# Лейкин (тауншип, Миннесота)
Лейкин (англ. Lakin) — тауншип в округе Моррисон, Миннесота, США. На 2000 год его население составило 409 человек.

## География
По данным Бюро переписи населения США площадь тауншипа составляет 92,8 км², из которых 92,8 км² занимает суша, водоёмов нет.

## Демография
По данным переписи населения 2000 года здесь находились 409 человек, 138 домохозяйств и 100 семей.  Плотность населения —  4,4 чел./км².  На территории тауншипа расположено 158 построек со средней плотностью 1,7 построек на один квадратный километр. Расовый состав населения: 98,53 % белых, 1,22 % коренных американцев, 0,24 % — других рас США. Испанцы или латиноамериканцы любой расы составляли 0,24 % от популяции тауншипа.
Из 138 домохозяйств в 39,9 % воспитывались дети до 18 лет, в 58,7 % проживали супружеские пары, в 8,0 % проживали незамужние женщины и в 27,5 % домохозяйств проживали несемейные люди. 23,2 % домохозяйств состояли из одного человека, при том 5,1 % из — одиноких пожилых людей старше 65 лет. Средний размер домохозяйства — 2,96, а семьи — 3,50 человека.
29,6 % населения — младше 18 лет, 8,3 % — в возрасте от 18 до 24 лет, 32,3 % — от 25 до 44, 20,3 % — от 45 до 64, и 9,5 % — старше 65 лет. Средний возраст — 33 года. На каждые 100 женщин приходилось 117,6 мужчин.  На каждые 100 женщин старше 18 приходилось 134,1 мужчин.
Средний годовой доход домохозяйства составлял 38 500 долларов, а средний годовой доход семьи —  40 833 доллара. Средний доход мужчин —  30 000  долларов, в то время как у женщин — 21 875. Доход на душу населения составил 14 415 долларов. За чертой бедности находились 13,7 % семей и 13,9 % всего населения тауншипа, из которых 20,7 % младше 18 и 17,6 % старше 65 лет.